# Método Wubi

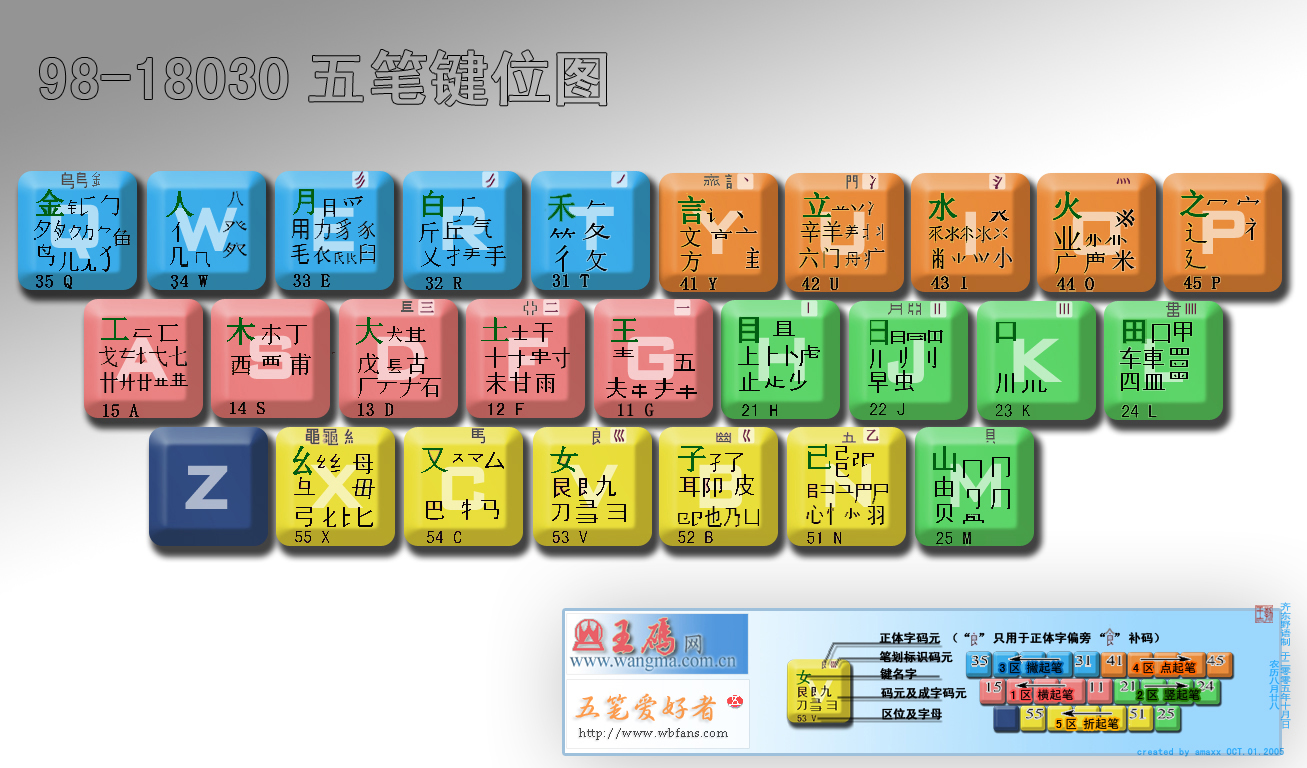
Distribución de las teclas del teclado Wubi

El método informático Wubi de escritura china (en chino simplificado, 五笔字型输入法; en chino tradicional, 五筆字型輸入法; pinyin, wǔbǐ zìxíng shūrùfǎ) o Wubizixing está diseñado principalmente para introducir caracteres de chino simplificado. El nombre Wubi significa «cinco trazos», y hace referencia a la manera en que están organizadas las teclas y el modo de uso. Este método también se llama a veces Wang Ma, por su inventor Wang Yongmin (王永民). 
El método Wubi está basado en la estructura de los caracteres, no en la pronunciación. Esta característica significa que no es necesario conocer la fonética que corresponde a cada sonido, y que no está ligado a ninguna lengua china en particular, como el mandarín o el cantonés. Por el contrario, es necesario conocer el orden en que se escriben los trazos, así como los «radicales» o «raíces» de los caracteres.
Hay tres estándares de este método: Wubi 86 (el más común), Wubi 98 y Wubi 18030. Los últimos dos sirven, aunque de manera limitada, para escribir caracteres tradicionales.
Wubi es un sistema unívoco, es decir, a cada carácter corresponde una combinación de teclas que no hace referencia a ningún otro ideograma. Cada carácter se puede escribir con 4 o menos teclas, aunque en la práctica basta con menos. Un mecanógrafo experto puede escribir hasta 160 caracteres por minuto. Como no está basado en fonética, no es necesario, como en el Pinyin o el Bopomofo, decidir entre distintos ideogramas que comparten la misma pronunciación, que hace más lenta la escritura.
Tiene algunas ventajas respecto a otros sistemas similares, como el Dayi. Entre éstas se encuentra la tecla «comodín» (Z), la cual permite escribir caracteres de los que no se conoce alguna tecla intermedia de la combinación que le corresponde, y la división del teclado en cinco zonas según el tipo y la cantidad de trazos.